# Karel Otčenášek
Karel Otčenášek (ur. 13 kwietnia 1920 w Českim Meziřící; zm. 23 maja 2011 w Hradcu Králové) – administrator diecezji kralowohradeckiej w latach 1956–1989, biskup kralowohradecki w latach 1989–1998.

## Życiorys
Od 1931 kształcił się w gimnazjum arcybiskupstwa praskiego w Bubenču. W 1939 rozpoczął naukę w seminarium w Hradcu Králové, ale jeszcze przed wybuchem wojny biskup Mořic Pícha wysłał go do Rzymu. Studiował tam na Uniwersytecie Laterańskim otrzymując licencjat z teologii. 17 marca 1945 w Rzymie przyjął święcenia kapłańskie.
Po powrocie do Czechosłowacji pracował jako wikary w Tyńcu nad Łabą i w Horní Rovni koło Pardubic oraz jako administrator w Žamberku. W latach 1949–1950 był prorektorem seminarium duchownego Hradcu Králové, a po jego likwidacji krótko administrował parafią we Vrchlabí.
30 marca 1950 został mianowany biskupem chersońskim i pomocniczym biskupem kralowohradeckim. 30 kwietnia 1950 bez zgody władz państwowych przyjął święcenia biskupie. Był wówczas prawdopodobnie najmłodszym biskupem na świecie. Wkrótce fakt przyjęcia święceń biskupich wyszedł na jaw. Karel Otčenášek został aresztowany i od 12 lipca 1951 był internowany w klasztorze w Želiviu. 29 grudnia 1954 w zainscenizowanym procesie został skazany na 13 lat więzienia. Karę odbywał w Mirovie, Leopoldovie i zamienionym na ciężkie więzienie klasztorze kartuzów w Valdicach. 
W kwietniu 1962 na mocy amnestii został zwolniony. W latach 1962–1965 pracował jako robotnik w mleczarni w Opočnie. Po interwencji papieża Jana XXIII wrócił do pracy duszpasterskiej. Mógł pracować tylko jako proboszcz poza swoją diecezją. W okresie od 16 listopada 1956 do 21 grudnia 1989 był administratorem diecezji hradeckiej. Karel Otčenášek miał zakaz przebywania na terenie swojej diecezji. W tej sytuacji zarządzali nią wikariusze kapitulni Václav Javůrek (od 16 listopada 1956 do 1 sierpnia 1969) i a Karel Jonáš (od 28 sierpnia 1969 do 21 grudnia 1989).
Karel Otčenášek był administratorem parafii w Usti nad Łabą-Trmicach do 1968. W okresie praskiej wiosny powrócił do swojej diecezji i został administratorem parafii w Plotištích i w Lochenicach. 30 lipca 1968 został zrehabilitowany. W okresie tzw. normalizacji musiał powrócić do Trmic.
Po upadku komunizmu, 21 grudnia 1989 został mianowany biskupem hradeckim. Starał się o odnowę życia religijnego w diecezji. Wyremontował odzyskany pałac biskupi, stworzył biskupie gimnazjum i erygował kapitułę w Litomyśli. 6 czerwca 1998 złożył rezygnację, która została przyjęta. 24 września 1998 otrzymał tytuł arcybiskupa.

## Odznaczenia
W 1995 roku został odznaczony Orderem Tomáša Garrigue Masaryka I klasy.